# Fjällåsen
Fjällåsen is een plaatsaanduiding binnen de Zweedse gemeente Gällivare. Het wordt gevormd door boerderijen en een halte aan de Ertsspoorlijn (code Fjå), sinds 1902. Het is per weg alleen bereikbaar via een landweg vanuit Skaulo, die waarschijnlijk is aangelegd om het materiaal voor de spoorlijn aan te voeren. Net zoals het volgende/vorige stationnetje in Kaitum dient het voornamelijk om wandelaars op te halen/af te zetten voor de wandelingen langs de Kaitumrivier.